# Lisandra Teresa Ordaz Valdés
Lisandra Teresa Ordaz Valdés est une joueuse d'échecs cubaine née le 25 novembre 1988 à Pinar del Río. Grand maître international féminin depuis 2011, elle a représenté Cuba lors des olympiades féminines d'échecs de 2008 (au deuxième échiquier cubain), puis de 2010, 2012 et 2014 (elle jouait au premier échiquier de l'équipe de Cuba qui finit quatrième de l'olympiade d'échecs de 2010).
Au 1er novembre 2017, elle est la numéro un cubaine et la 64e joueuse mondiale avec un classement Elo de 2 414 points.
Lisandra Ordaz remporte le championnat de Cuba d'échecs féminin en 2024.